# Nemotelus lativentris
Nemotelus lativentris är en tvåvingeart som beskrevs av Pleske 1937. Nemotelus lativentris ingår i släktet Nemotelus och familjen vapenflugor. Inga underarter finns listade i Catalogue of Life.